# Samer Salem
Samer Khaled Salem (tiếng Ả Rập: سامر خالد سالم; sinh ngày 15 tháng 1 năm 1993), thường được biết với tên Samer Salem, là một cầu thủ bóng đá Syria thi đấu cho Al-Jazeera ở Giải bóng đá ngoại hạng Jordan.

## Sự nghiệp câu lạc bộ

### Jordan
Ngày 5 tháng 8 năm 2013, anh ký bản hợp đồng 1 năm với Al-Hussein (Irbid).

### Oman
Ngày 16 tháng 7 năm 2014, anh đến Oman và ngày 18 tháng 7 năm 2014, anh ký bản hợp đồng 1 năm với Al-Oruba SC. Anh ra mắt Giải bóng đá vô địch quốc gia Oman ngày 13 tháng 9 năm 2014 trong thất bại 3-0 trước Saham SC.
Ngày 28 tháng 1 năm 2015, anh ký bản hợp đồng 6 tháng với câu lạc bộ Oman khác là Al-Khabourah SC.